# Genentech
Genentech, Inc.  est l'acronyme de Genetic Engineering Technology, Inc.. La société est active dans le domaine de la biotechnologie. L'entreprise fut fondée en 1976 par Robert A. Swanson, un jeune investisseur, et le biochimiste Dr Herbert W. Boyer. L'entreprise a été pionnière de l'industrie biotechnologique.
Le Dr Herbert W. Boyer était reconnu mondialement pour ses travaux basés sur l'ADN recombinant.  Avec son collègue de l'époque, le Dr Cohen, ils firent l'invention d'une technique qui permet le transfert de gènes d'un organisme à un autre.  À l'aide de cette invention, il est désormais possible de produire des protéines recombinantes à grande échelle.  Aujourd'hui, cette technique de clonage est combinée à d'autres techniques mises au point par Genentech en vue de produire des médicaments de très haute technologie.
La société était cotée NYSE avec le code DNA.

## Histoire
Lors des années 1990, Genentech fait partie des sociétés devenues célèbres grâce à un attrait pour les capitalisations boursières des jeunes sociétés sans équivalent dans l'histoire, qui finit en krach, phénomène touchant aussi des nombreuses petites sociétés de Internet, et des Sociétés minières junior, cotées à la Bourse de Vancouver ou de Toronto sans avoir encore extrait une seule tonne de minerai.
En 2007, Genentech emploie plus de 10 000 personnes.
En 1982, Lubrizol Corp possède 18% des actions en circulation de Genentech et la Fluor Corporation en détient 3,3%.
En 2009, après plusieurs mois de négociations, Genentech a été racheté par le laboratoire Roche pour 43 milliards de dollars. Genentech était déjà détenu à 55 % par Roche et commercialisait certaines de ses molécules en partenariat avec Roche.

## Dates de lancement des principaux produits développés par Genentech
- 1982 - Insuline humaine - Premier produit d'ordre biologique approuvée au monde (vendue à Eli Lilly)
- 1985 - Protropin® (somatrem) - Hormone de croissance pour enfant avec déficience hormonale.
- 1987 - Activase® (activateur du 'recombinant tissue plasminogen')- Dissout les caillots sanguins chez les patients atteints d'infarctus du myocarde. Traite aussi les crise cardiaque non hémorragique.
- 1990 - Actimmune® (interferon gamma 1b) -  molécule vendue à Intermune.
- 1993 - Nutropin® (recombinant somatropin) - Hormone de croissance pour enfants et adultes avant transplantation rénale.
- 1994 - Pulmozyme® (dornase alfa) - ADN recombinant pour le traitement de la mucoviscidose.
- 1997 - Rituxan® (rituximab) - Traitement pour type spécifique de lymphomes (cancer).
- 1998 - Herceptin® (trastuzumab) - Traitement du cancer du sein chez les patients(es) dont le gène HER2 est impliqué.
- 2000 - TNKase® (ténectéplase) - "Clot-busting" traitement de l'infarctus du myocarde.
- 2003 - Xolair® (omalizumab) - Traitement de l'asthme.
- 2003 - Raptiva® (efalizumab) - Anticorps qui désactive les cellules T et freine le développement de psoriasis.
- 2004 - Avastin® (bevacizumab) - Anticorps monoclonaux Anti-VEGF pour le traitement du cancer du côlon et du rectum.
- 2004 - Tarceva® (erlotinib) - Traitement contre le cancer du poumon et du pancréas.
- 2006 - Lucentis® (ranibizumab injection) - Médicament ayant l'autorisation de mise sur le marché en Europe pour le traitement de la dégénérescence maculaire liée à l'âge. Il s'agissait du médicament le plus cher remboursé par la sécurité sociale française (1 200 €), jusqu'à ce qu'en septembre 2014 arrive un médicament plus cher contre l'hépatite C. Alors qu'il existerait un substitut à 30 €, le distributeur français Novartis finance des publicités quotidiennes en radio et ponctuelles en télévision sans interruption depuis 2007[4]
- 2012 - Erivedge® (Vismodégib) - Inhibiteur systémique de la voie hedgehog autorisé aux États-Unis pour le traitement des carcinomes basocellulaires échappant au traitement chirurgical ou à la radiothérapie, chez l'adulte.

## Faits marquants
En 2006, le magazine Fortune a nommé Genentech le meilleur endroit pour travailler aux États-Unis.  En 2007, l'entreprise fut nommée deuxième, après Google.

## Siège
Le campus principal de Genentech est situé à South San Francisco en Californie. Ce campus est directement situé sur la rive de la baie de San Francisco et compte plus de 30 immeubles.  Genentech possède aussi des centres de production à Vacaville (Californie) et Oceanside (Californie).  De plus, de nouveaux centres de production sont en construction à Hillsboro (Oregon) et à Singapour.